# Hymenula rubella
Hymenula rubella är en svampart som beskrevs av Fr. 1828. Hymenula rubella ingår i släktet Hymenula, divisionen sporsäcksvampar och riket svampar.   Inga underarter finns listade i Catalogue of Life.